# كورت إينسورث
كورت إينسورث (بالإنجليزية: Kurt Ainsworth)‏ هو لاعب كرة قاعدة أمريكي، ولد في 9 سبتمبر 1978 في باتون روج في الولايات المتحدة.

## وصلات خارجية
- كورت إينسورث على موقعبيزبول رفرنس.كوم (الدوري الرئيسي) (الإنجليزية)
- كورت إينسورث على موقعبيزبول رفرنس.كوم (الدوري الثانوي) (الإنجليزية)
- كورت إينسورث على موقع مشجعي الرسوم البيانية (الإنجليزية)
- كورت إينسورث على موقع أوليمبيديا (الإنجليزية)